# 당하제명기
《당하제명기》(棠下題名記)는 조선 초기의 문신 하연(河演)이 작성한 고려 문종(文宗) 32년(1078년) 이래의 경상도(慶尙道) 지역의 역대 관찰사(觀察使)의 명단을 기록한 문헌이다. 다른 제목은 《경상도영주제명기》이고, 당하라는 제목은 고대 중국 주 소공(周召公)이 팥배나무 아래서 송사를 처리했다는 고사에서 유래한 이름이다. 크기 91.5×49cm, 두께 18.5cm. 필사본.

## 개요
세종(世宗) 6년(1424년) 12월에 경상도 도관찰출척사(都觀察黜陟使)로 경주에 부임한 하연은 이듬해 전임 경상관찰사의 명안(명단)을 확인하고, 아전이었던 전 주부 손희가 자신의 집에 개인적으로 소장하고 있던 녹본을 저본삼아 고려 문종 무오(1078년)부터 하연 본인이 부임하기 전인 세종 5년 계묘(1423년)에 이르기까지의 역대 경상도 관찰사의 명안을 새로이 작성하였다.
《당하제명기》는 1면 8간에 표지를 남색 명유로 싸서 얇은 쇠못으로 다섯 번을 철하였다. 속지는 장지 네 장을 겹쳐 연지 한 장으로 만들고, 위에는 중국과 한국의 역대 왕조의 연보를, 밑에는 부임한 사신(使臣) 즉 관찰사의 명단을 수록하였다. 책의 첫머리에는 "무오 춘하동 도부서사 이제원 추동 등(戊午春夏等都部署使李濟源秋冬等)"이라는, 고려 문종 32년(1078년)에 경상도 도부서사(관찰사)로 부임한 이제원의 이름이 적혀 있다. 하연은 이 새로운 명안을 두 부를 작성해 한 부는 경주의 본영과 관찰사 행영에 두었다고 한다.
하연이 《당하제명기》를 작성하고 난 뒤로도 경상도의 역대 관찰사의 명안을 적는 일은 계속되었고, 임진왜란 당시 경주의 호장 최락이 《당하제명기》를 비롯하여 《경상도지리지》와 《속지리지》, 《영주선생안》, 《신라시조세계족보》 등 다섯 종의 문헌을 경주 관아 뒤뜰에 묻어 숨겼다가 왜병이 경주성에서 물러난 뒤에 다시 꺼내 무장사의 석실로 옮겼고, 광해군(光海君) 14년(1622년) 경상관찰사 김지남이 당하제명기를 저본으로 다시 네 본을 등사해(김지남본) 새로 경상감영이 설치된 대구에 신구 2본을 두고(실행되지는 않았다) 나머지는 계림(경주)와 상주, 화산(안동)으로 보내 보관하였다고 한다.
숙종(肅宗) 37년 신묘(1711년)에 경주부윤 남지훈이 다시 신안을 만들었는데(남지훈본) 이 신안에는 남지훈 등 그의 선조 3세가 한 책에 수록되어 있다. 남지훈은 이를 만들어 《당하제명기》와 계림본 두 벌은 목궤에 넣어 보관하고, 자신이 새로 만든 신안을 중심으로 이후 관찰사들의 명안을 기재하였다. 철종 10년(1859년) 다시 옛 명안을 정서해서 당하제명기를 모본으로 새로 신안을 제작하고(《도선생안》), 이를 《부선생안》, 《호장선생안》, 《상조문선생안》, 《강무당선생안》 등 네 본과 함께 기림사에 옮겨 소장하게 되었다. 기림사에 소장된 이들 사본은 각 본마다 기림사인이라고 쓰고, 말미에는 여분을 남겨 뒷부분을 기록할 수 있게 했다.
현존하는 것은 계림본과 상주본 그리고 본영 경주에 소장했던 것 등이 있고, 경주에는 다시 《당하제명기》 외에 김지남본(계림본)과 남지훈본 등 3본이 국립경주박물관에 소장되어 있는데, 하연 본인의 서문 1편 그리고 본영경주부치(本營慶州府治)라 적었다. 경주박물관 소장본 《당하제명기》는 1970년대 초에 경주고적보존회를 거쳐 경주박물관이 소장하게 되었는데, 하연 본인의 서문 1편만 기재되었고 다른 사람의 글이 없이 서문 마지막에 진양하연연량제(晉陽河演淵亮題), 그 다음 하연 본인의 아호인 경재(敬齋) 등 4개의 낙인이 있으며, 관찰사 이숙무까지는 필체가 한 사람의 것인데 반해 갑신년(1424년)부터는 필체가 달라지고, 정미년(1427년)에 이승직이 관찰사로 도임하기까지 다시 다른 필체로 작성되었다. 이에 대해 조철제는 관찰사가 바뀔 때마다 필경(筆耕)을 맡은 서리들이 번갈아 추가 기록한 것으로, 고려 문종 이후 계묘년까지의 《당하제명기》 내용은 하연 본인이 작성한 친필본일 가능성을 제시하였다.

## 참고 문헌
- 국립경주박물관 특별전(2013년) 도록 《조선 시대의 경주》 국립경주박물관 펴냄
- 조철제(2014년) 《또 다른 경주를 만나다》 도서출판 선